# Popillia sulcata
Popillia sulcata är en skalbaggsart som beskrevs av Vincenz Kollar och Ludwig Redtenbacher 1848. Popillia sulcata ingår i släktet Popillia och familjen Rutelidae. Inga underarter finns listade i Catalogue of Life.